# Grania hyperoadenia
Grania hyperoadenia är en ringmaskart som beskrevs av Coates 1990. Grania hyperoadenia ingår i släktet Grania och familjen småringmaskar. Inga underarter finns listade i Catalogue of Life.